# 満浦青年駅
満浦青年駅（マンポチョンニョンえき）は朝鮮民主主義人民共和国慈江道満浦市に位置する朝鮮民主主義人民共和国鉄道省満浦線と北部内陸線の駅である。北部線の起点駅となっており、満浦線と北部内陸線の分岐駅である。

## 歴史
1939年（昭和14年）2月1日の満浦線全線開業時に開業した。8か月後の10月1日には満浦鴨緑江橋梁（集安鴨緑江国境鉄道大橋）が完成したことにより南満州鉄道との連絡運輸が開始され、平壌駅から満浦線を経由して吉林まで行く845・846列車が運行された。
戦後は1980年代に満浦線が電化され、1988年8月には北部線が開業したことにより分岐駅となった。現在は平壌からの急行列車が運行されているほか、鴨緑江対岸の集安駅から貨物列車に客車を1輛つなげた客貨混合の国際列車が1日1往復運行されている。